# Al-Dżarnijja
Al-Dżarnijja (arab. الجرنية) – miasto w Syrii, w muhafazie Ar-Rakka. W 2004 roku liczyło 2686 mieszkańców.
Siedziba poddystryktu Al-Dżarnijja.